# Башмаки (картина Ван Гога)
«Башмаки» (нидерл. Een paar schoenen) — картина известного нидерландского художника Винсента Ван Гога. Она была написана летом 1886 года в Париже. Картина хранится в музее Ван Гога в Амстердаме.

## История
Этот странный и непонятный сюжет — старые ботинки — стал основой шести разных полотен Ван Гога. Один из художников, с которым Ван Гог познакомился в Париже, вспоминает как Винсент искал подходящую обувь для картины: «На блошином рынке он купил пару старых, больших, неуклюжих башмаков — башмаков какого-то работяги — но чистых и заново начищенных. Это были обычные старые ботинки, ничего примечательного в них не было. Как-то днём, когда шёл сильный дождь, он надел их и направился на прогулку вдоль старой городской стены. И вот, залепленные грязью, они стали гораздо более интересными». Очень может быть, что Ван Гог в своих старых башмаках видел особую символику. Помятые и изношенные башмаки символизировали тяжкий труд рабочих и их нелёгкую жизнь. Эта картина стала поводом для всякого рода психологических ассоциаций. В то время никому не удалось заметить в этом полотне символ трудного жизненного пути Ван Гога.
Позже Пабло Пикассо скажет, что «Ван Гог велик, потому что он способен облагородить даже пару старых ботинок своей кистью».

## Анализ Мартина Хайдеггера — Мейера Шапиро — Жака Деррида
Картина «Башмаки» была взята в качестве примера немецким философом Мартином Хайдеггером в его эссе «Исток художественного творения» (нем. Der Ursprung des Kunstwerkes, 1935/36). В работе поднимается проблема сущности искусства. Хайдеггер стремится найти новый ракурс для рассмотрения искусства, выходя за рамки привычных социологического, психологического и эстетического подходов.

Для Хайдеггера основным «жестом» истока художественного творения является переинтерпретация древнегреческого понятия алетейя(др.-греч. Αλήθεια) — истина, которая должна мыслиться не как «соответствие» (с чем философ связывает римскую традицию), а как «несокрытость» (таково дословное значение слова «алетейя»). Обращаясь к Ван Гогу, Хайдегер говорит, что в момент, когда утилитарный предмет служит какому-то делу, мы не можем его уловить, он сливается с функциональностью, которую философ определяет как «служебность»/«подручность». Художник же, изображая эти башмаки, лишает их служебности, выводит из обращения, раскрывая нам опыт того, кто их носит, и даже не задумываясь об этом (по мысли Хайдеггера, это крестьянка): 
«Что же совершается здесь? Что творится в творении? Картина Ван Гога есть раскрытие, растворение того, что поистине есть это изделие, крестьянские башмаки. Сущее вступает в несокрытость своего бытия. Несокрытость бытия греки именовали словом “алетейя”. Мы же говорим “истина” и не задумываемся над этим словом. В творении, если в нем совершается раскрытие, растворение сущего для бытия его тем-то и таким-то сущим, творится совершение истины»
Здесь необходимо обратить внимание, как у Хайдеггера оказываются связаны понятия служебности (подручности), истины и произведения искусства. Для него стать произведением искусства означает приостановить утилитарный режим и предъявить его вне контекста употребления (не случайно он описывает, что башмаки стоят как бы в несуществующем пространстве, из них сочится одиночество и т.д.). Причем для поэтического Хайдеггера «сломанность» башмаков, их антиутилитарное изображение делают их выразительным средством, излучающим опыт крестьянства. Крестьянка носит их, она не видит их истины. Но только художник, «сломав» башмаки, может предъявить их несокрытость. В этом метафора отличается от аллегории: она переносит свойства одного объекта на другой, освобождая его и наделяя поэтикой.

Американский историк и теоретик искусства, художественный критик Мейер Шапиро (англ. Meyer Schapiro), реагирует на статью Хайдеггера о Ван Гоге воззванием к фактам. Он указывает на то, что нельзя сказать, что башмаки принадлежат крестьянке, а на самом деле являют собой «автопортрет», метонимическое изображение самого Ван Гога и неприкаянной жизни художника.
«Творчество Ван Гога проливает свет на то, что принадлежит только художнику, поскольку связано с неким отклоняющимся от нормы, искаженным предметом, на который метафорически намекает пара башмаков»
Позиция Шапиро противоположна позиции Хайдеггера: в произведении искусства субъективность художника полностью осознана, и предмет картины оказывается проявлением личности художника. Но и Хайдеггер, и Шапиро видят в башмаках метафору реального опыта.
Именно это имеет в виду французский философ Жак Деррида, опосредуя их конфликтный спор в своем эссе «Истина в живописи»: они оба видят в искусстве выражение жизненного опыта, хотя на самом деле происходит другое — в их споре произведение искусства оказывается произвольным полем для столкновения различных интерпретаций, и именно это имеет итоговое значение. Шутливо Деррида сравнивает башмаки Ван Гога с башмаками самих Хайдеггера и Шапиро. Парадоксальным образом их башмаки — это «два правых или два левых башмака» (консерватора Хайдеггера и марксиста Шапиро), это «ноги двух знаменитых западных профессоров». Для Деррида сам спор Хайдеггера и Шапиро доказывает, что башмаки являются произвольным знаком, благодаря которому может состояться сам факт интерпретаций.
| «Я был бы рад сказать в конце: очень просто, эти туфли никому не принадлежат, они ни присутствуют, ни отсутствуют, есть туфли, точка» |

## Другие версии картины

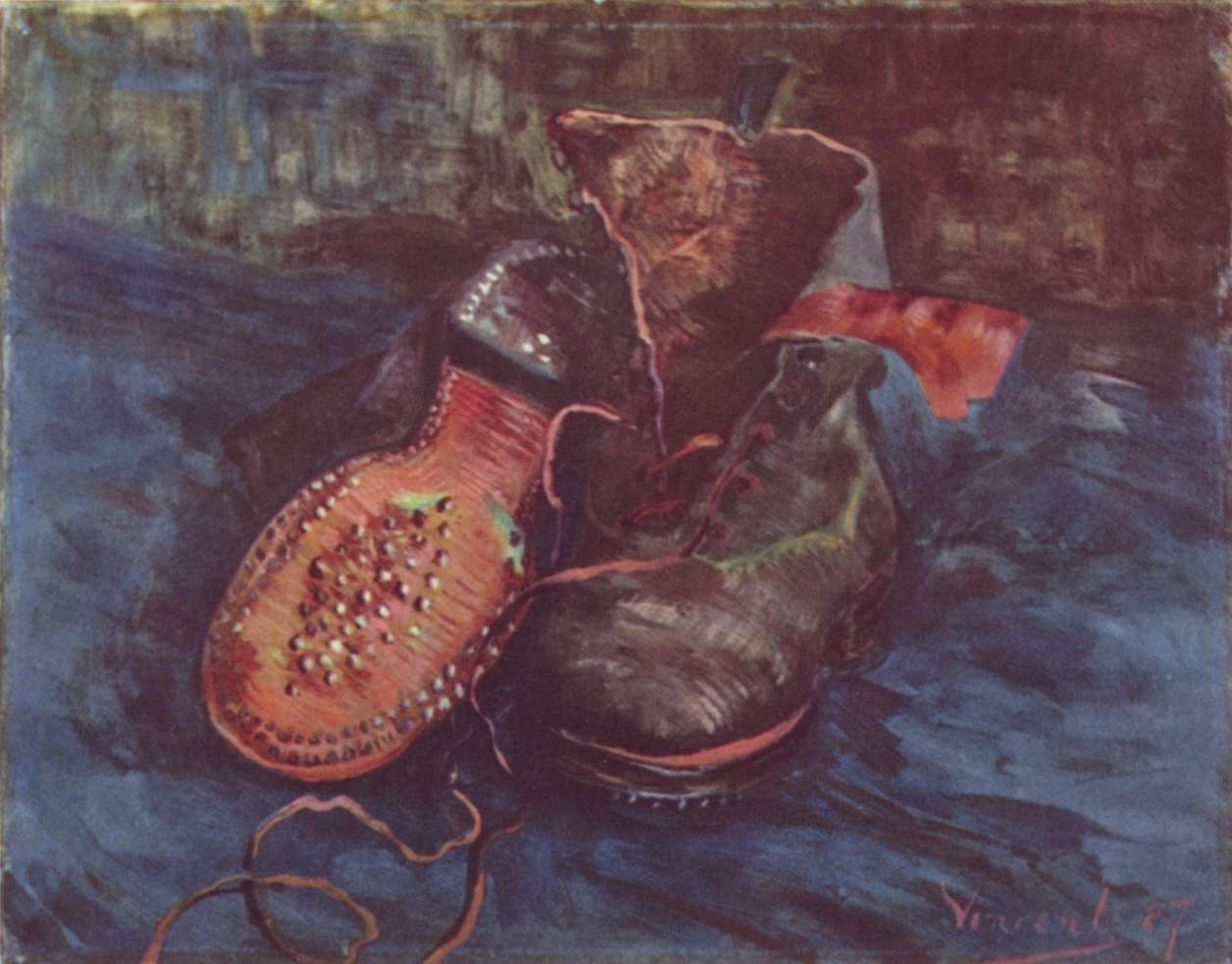
Пара обуви, 1887, 34,0 × 41,5 cm, Балтиморский художественный музей
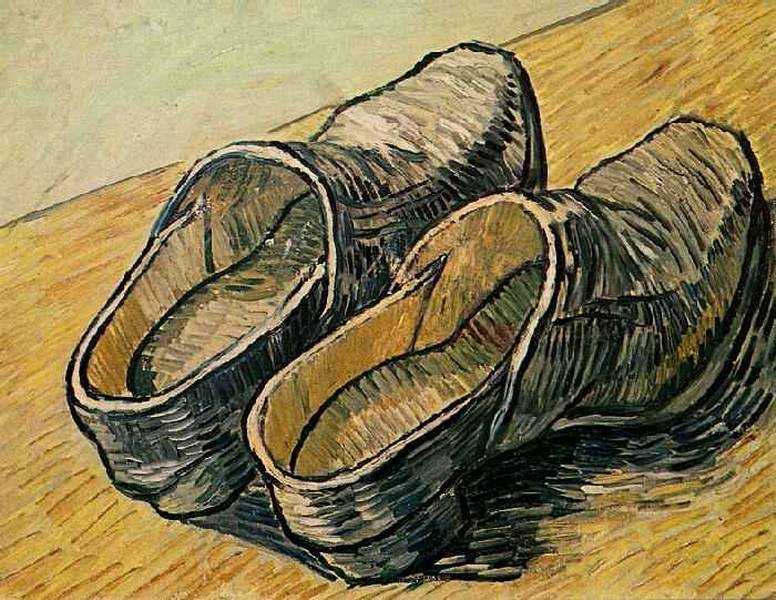
Сабо, 1888, Музей Винсента Ван Гога, Амстердам
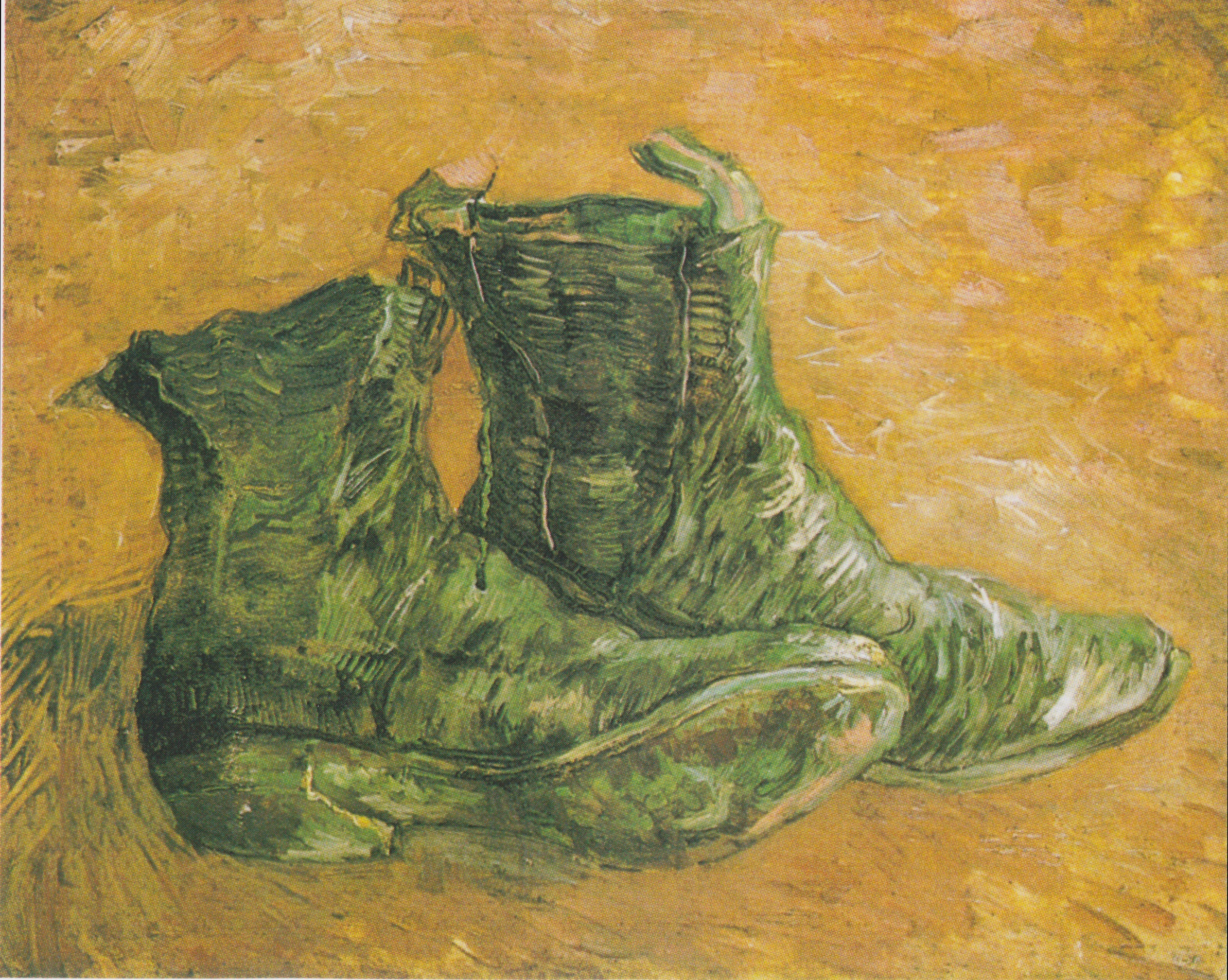
Пара обуви, 33 cm x 41 cm, Музей Винсента Ван Гога, Амстердам
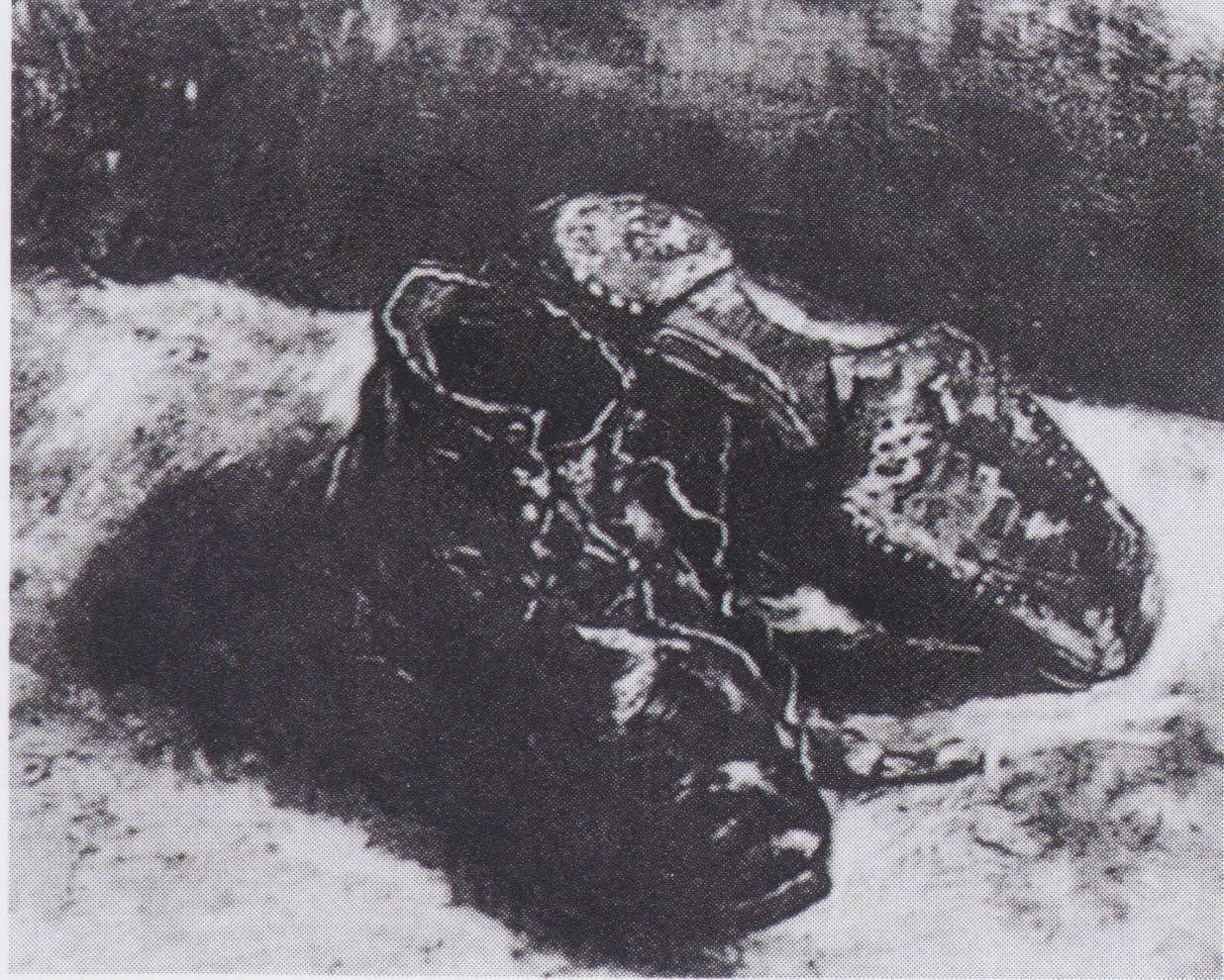
Пара обуви, 37,5 cm x 45,5 cm, Частная коллекция
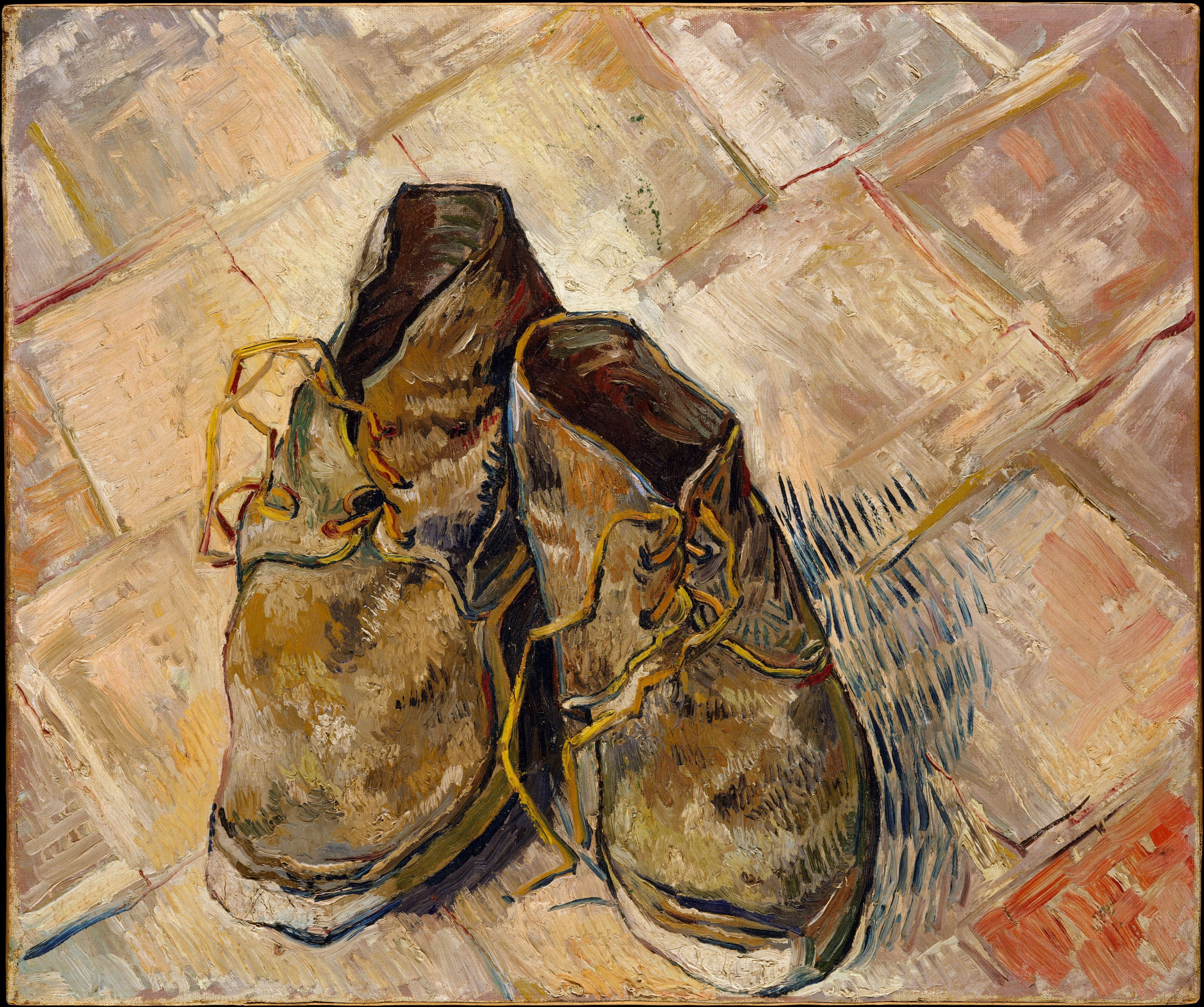
Пара обуви, 44,0 cm x 53,0 cm, Музей Метрополитен
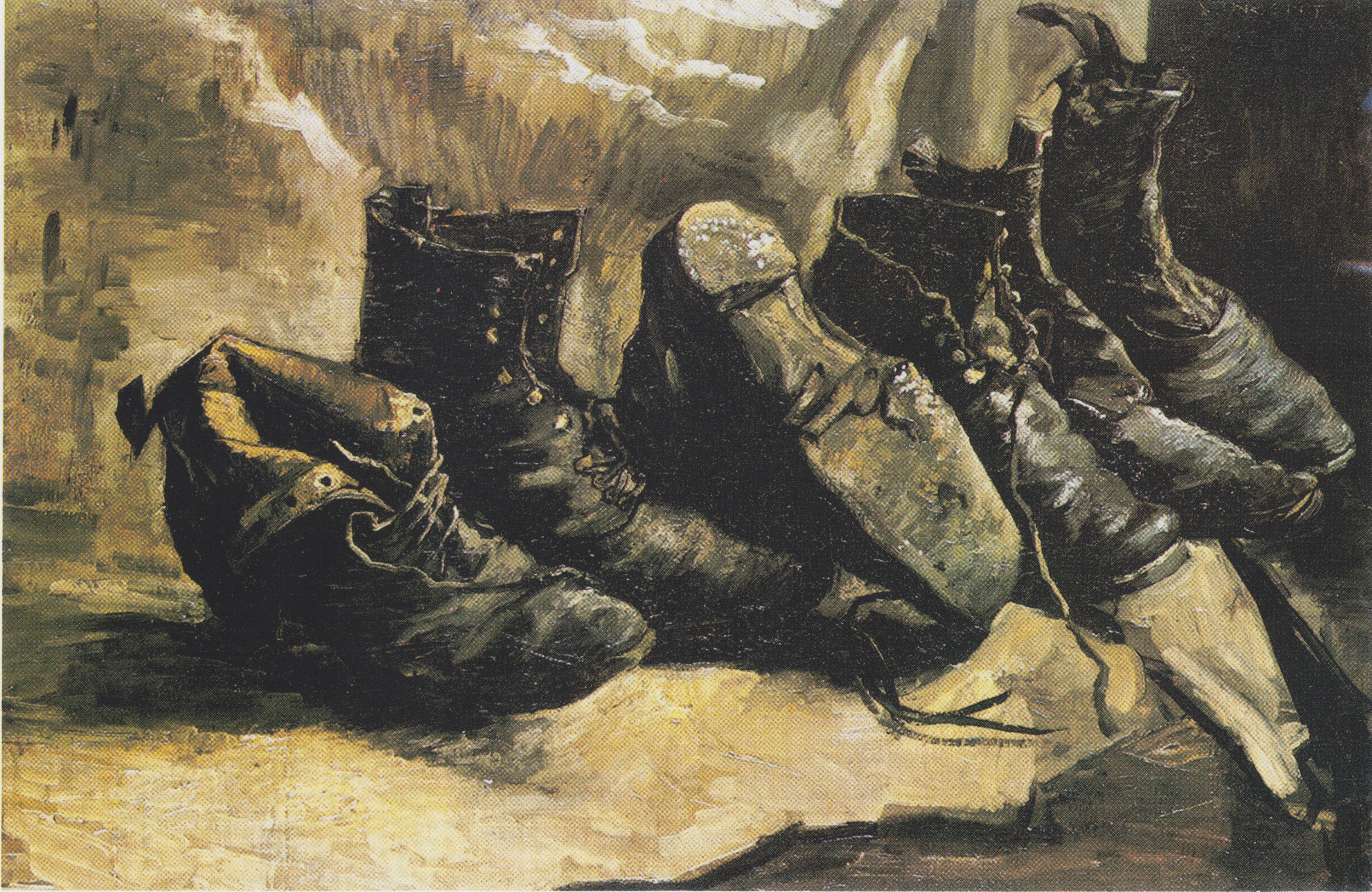
Три пары обуви, 49,0 cm x 72,0 cm, Гарвардский художественный музей